# Xuxa
Maria da Graça Xuxa Meneghel (Santa Rosa, 27. ožujka 1963.) je brazilska glumica, pjevačica i TV voditeljica.

## Vanjske poveznice
- Xuxa Meneghel u internetskoj bazi filmova IMDb-u (engl.)